# Reid Klopp
Reid Klopp (Salisbury, 2 giugno 1984) è un calciatore americo-verginiano, di ruolo centrocampista.

## Carriera
Ha giocato 11 partite in Nazionale, di cui 5 partite di qualificazioni alla coppa del mondo 2014.